# El Rafa (telenovela de 1980)
El Rafa fue una telenovela argentina protagonizada por Alberto de Mendoza, Carlos Calvo y Alicia Bruzzo, emitida en 1980 hasta 1982 por Canal 9.

## Guion
El libro es de Jorge Bellizzi y Abel Santa Cruz y la dirección es de Diana Álvarez.

## Elenco
- Alberto de Mendoza (Rafael Minelli)
- Carlos Calvo (Cholo Minelli)
- Alicia Bruzzo (Susana Delmónico)
- Raul Aubel
- Perla Santalla (Angela)
- Laura Bove (Carmen Minelli)
- Luis Aranda ("Rape" Varela)
- Cecilia Cenci (Natalia Stegmann)
- Emilio Comte (Rodolfo)
- Rudy Chernicoff (Chirico)
- Beatriz Ekett
- Roberto Escalada
- Virginia Faiad (Felisa)
- Daniel Fanego
- Gabriel Langlais (Coco)
- Ricardo Lavié (Pascual)
- Juan Carlos Lima (Matinata)
- Arnaldo Maciel
- Daniel Miglioranza (Tito Alcorta)
- Sebastián Miranda (Piguyi)
- Elcira Olivera Garcés (Constanza)
- Carlos Pamplona
- Jorge Peroni
- Cristina Prats (Victoria)
- Gustavo Rey (Francisco)
- Carlos Rotundo (Gamuza)
- Humberto Serrano (Escalada)
- Catalina Speroni (Faustina)
- Fito Yanelli
- Romualdo Quiroga (Manopla)
- Walter Longo